# Campeonato Potiguar de Futebol Feminino de 2022
O Campeonato Potiguar de Futebol Feminino de 2022 foi a 14ª edição deste campeonato de futebol feminino organizado pela Federação Norte-rio-grandense de Futebol (FNF), o torneio teve início em 29 de outubro e terminou em 3 de dezembro.
O campeão desta edição foi o União de Extremoz, que conquistou o seu quarto título estadual. Com o título, a equipe deveria ganhar uma vaga para disputar a Série A3 do futebol nacional, mas tal vaga foi perdido porque a FNF descumpriu o regulamento geral de competições estabelecido pela Confederação Brasileira de Futebol (CBF).

## Formato e regulamento
Diferente do campeonato de 2021, onde o campeonato era dividido em fase de grupos e final, a edição de 2022 foi em fase única, disputada no sistema de pontos corridos com jogos de ida e volta, onde o time com maior número de pontos se consagraria campeão.
Todas as partidas da competição aconteceram no estádio Juvenal Lamartine, com as partidas possuindo a duração de 80 minutos, divididos em dois tempos de 40 minutos cada.
E a edição deste ano contou com a participação de apenas três equipes. Entretando, tal quantidade não era permitida pelo Regulamento Geral das Competições da CBF para o ano de 2022 pois, no artigo 24, exigia que torneios estaduais deveriam possuir, no mínimo, quatro clubes para ser reconhecido e apto a selecionar equipes para competições nacionais.  Como consequência por desobedecer esta regra, o União perdeu sua vaga na Série A3 do futebol nacional.

### Critérios de desempate
Em caso de empate em pontos ganhos entre dois clubes ao final do campeonato, o desempate seria definido observando-se os critérios abaixo:
1. Maior número de vitórias;
2. Maior saldo de gols;
3. Maior número de gols marcados;
4. Confronto direto;
5. Menor número de gols sofridos;
6. Menor número de cartões vermelhos recebidos;
7. Menor número de cartões amarelos recebidos;
8. Sorteio.

Em caso de empate entre mais de dois clubes, o confronto direto seria desconsiderado, sendo considerado apenas sete critérios.

## Participantes
| Equipe                                                                                           | Cidade     | 2021             | Títulos            |
| ------------------------------------------------------------------------------------------------ | ---------- | ---------------- | ------------------ |
| Sociedade Esportiva União                                                                        | Extremoz   | 1° lugar         | 3 (último em 2021) |
| Associação Esportiva Monte Líbano                                                                | Natal      | 3° lugar         | 0 (não possui)     |
| Sport Club Parnamirim                                                                            | Parnamirim | (não participou) | 1 (ultimo em 2008) |
| União Monte Líbano ParnamirimLocalização das equipes participantes do Potiguar Feminino de 2022. |            |                  |                    |

## Tabela
Fonte:
| Pos. | Equipes      | P  | Jogos | Jogos | Jogos | Jogos | Gols | Gols | Gols | Cartões                       | Cartões | %   |
| Pos. | Equipes      | P  | J     | V     | E     | D     | GP   | GC   | SG   | Penalizado com cartão amarelo | Expulso | %   |
| ---- | ------------ | -- | ----- | ----- | ----- | ----- | ---- | ---- | ---- | ----------------------------- | ------- | --- |
| 1    | União        | 12 | 4     | 4     | 0     | 0     | 17   | 0    | +17  | 2                             | 0       | 100 |
| 2    | Monte Líbano | 6  | 4     | 2     | 0     | 2     | 7    | 11   | -4   | 6                             | 0       | 50  |
| 3    | Parnamirim   | 0  | 4     | 0     | 0     | 4     | 2    | 15   | -13  | 3                             | 0       | 0   |

### Partidas
| 29 de outubro Jogo 1 | União | 3 – 0        | Parnamirim | Natal |  |
| 08:30 |       | Súmula (FNF) |            | Estádio: Estádio Juvenal Lamartine Árbitro: Jose Alexandre Silva Neto Árbitros assistentes: Luciana da Silva David Pinheiro de Macedo Quarto árbitro: Francisco de Lima Oliveira |  |
| Nota: Não houve a partida em decorrência do não comparecimento da equipe do Parnamirim, Sendo declarado o resultado por WO em favor da equipe da Sociedade Esportiva União. Ver também: Campeonato Potiguar de Futebol Feminino |       |              |            | |  |

| 6 de novembro Jogo 2                                | Parnamirim         | 2 – 3        | Monte Líbano                | Natal |  |
| 08:30                                               | - Raylma 7', 40+1' | Súmula (FNF) | - Gil 20' - Aninha 36', 77' | Estádio: Estádio Juvenal Lamartine Árbitro: Francisco de Lima Oliveira Árbitros assistentes: Luciana da Silva Willamy da Silva Santos Quarto árbitro: Robson Andrade Rodrigues |  |
| Ver também: Campeonato Potiguar de Futebol Feminino |                    |              |                             | |  |

| 13 de novembro Jogo 3 | Monte Líbano | 0 – 2        | União                  | Natal |  |
| 08:30 |              | Súmula (FNF) | - Mirla 10' - Gabi 15' | Estádio: Estádio Juvenal Lamartine Árbitro: Rogerio Messias de Araujo Árbitros assistentes: Luciana da Silva David Pinheiro de Macedo Quarto árbitro: Francisco de Lima Oliveira |  |
| Nota: A time do Monte Líbano entrou em campo com apenas 8 jogadoras. Aos 25 minutos do primeiro tempo a atléta do Monte Líbano, Gabriele, passou mal e não retornou mais ao campo. E aos 28 minutos do primeiro tempo a atleta do Monte Líbano, Fatima, sentiu dores no joelho em após uma disputa de bola, onde foi constatato que ela não permaneceria no jogo. Portanto, o jogo foi encerrado aos 30 minutos do primeiro tempo, por número insuficiente de atletas. Ver também: Campeonato Potiguar de Futebol Feminino |              |              |                        | |  |

| 20 de novembro Jogo 4                               | Parnamirim | 0 – 5        | União                                                                  | Natal |  |
| 08:30                                               |            | Súmula (FNF) | - Naiara 1' - Vitoria Xavier 19' (g.c.) - Mirla 30', 76' - Joseane 70' | Estádio: Estádio Juvenal Lamartine Árbitro: Robson Andrade Rodrigues Árbitros assistentes: David Pinheiro de Macedo Willamy da Silva Santos Quarto árbitro: Daniel de Medeiros Segundo Calazans |  |
| Ver também: Campeonato Potiguar de Futebol Feminino |            |              |                                                                        | |  |

| 27 de novembro Jogo 5 | Monte Líbano                                | 4 – 0        | Parnamirim | Natal |  |
| 08:30 | - Eduarda 2' - Lissa 4', 40+2' - Suenia 11' | Súmula (FNF) |            | Estádio: Estádio Juvenal Lamartine Árbitro: Daniel de Medeiros Segundo Calazans Árbitros assistentes: Eberli Martins Costa da Silva Átila Harryson Maciel Quarto árbitro: Joao Paulo Jales Dantas |  |
| Nota: A time do Parnamirim entrou em campo com apenas 8 jogadoras. Iniciando o segundo tempo, a atleta do Parnamirim, Kaline, não retornou para o campo, devido a uma pancada sofrida na cabeça no primeiro tempo. E aos 7 minutos do segundo tempo a atleta Thaina, do Parnamirim, sofreu uma falta e precisou ser retirada de campo. Portanto, o jogo foi encerrado aos 7 minutos do primeiro tempo, por número insuficiente de atletas. Ver também: Campeonato Potiguar de Futebol Feminino |                                             |              |            | |  |

| 3 de dezembro Jogo 6                                | União                                                                                      | 7 – 0        | Monte Líbano | Natal |  |
| 08:30                                               | - Naiara 13' - Josenir 28' - Luana 31' - Gabi 40+2' - Izyane 51' - Mirla 63' - Joseane 69' | Súmula (FNF) |              | Estádio: Estádio Juvenal Lamartine Árbitro: Maxmyliel Pedro Freire Árbitros assistentes: Willamy da Silva Santos David Pinheiro de Macedo Quarto árbitro: Francisco de Lima Oliveira |  |
| Ver também: Campeonato Potiguar de Futebol Feminino |                                                                                            |              |              | |  |

## Premiação
| Campeonato Potiguar de Futebol Feminino de 2022 |
| Extremoz                                        |
| ----------------------------------------------- |
| UNIÃO Campeão (4.º título)                      |

## Estatísticas

### Artilharia
| Gols | Jogadora       | Equipe |
| ---- | -------------- | ------ |
| 4    | Mirla          | União  |
| 2    | 6 futebolistas | —      |
| 1    | 6 futebolistas | —      |